# Шляхетний дикун

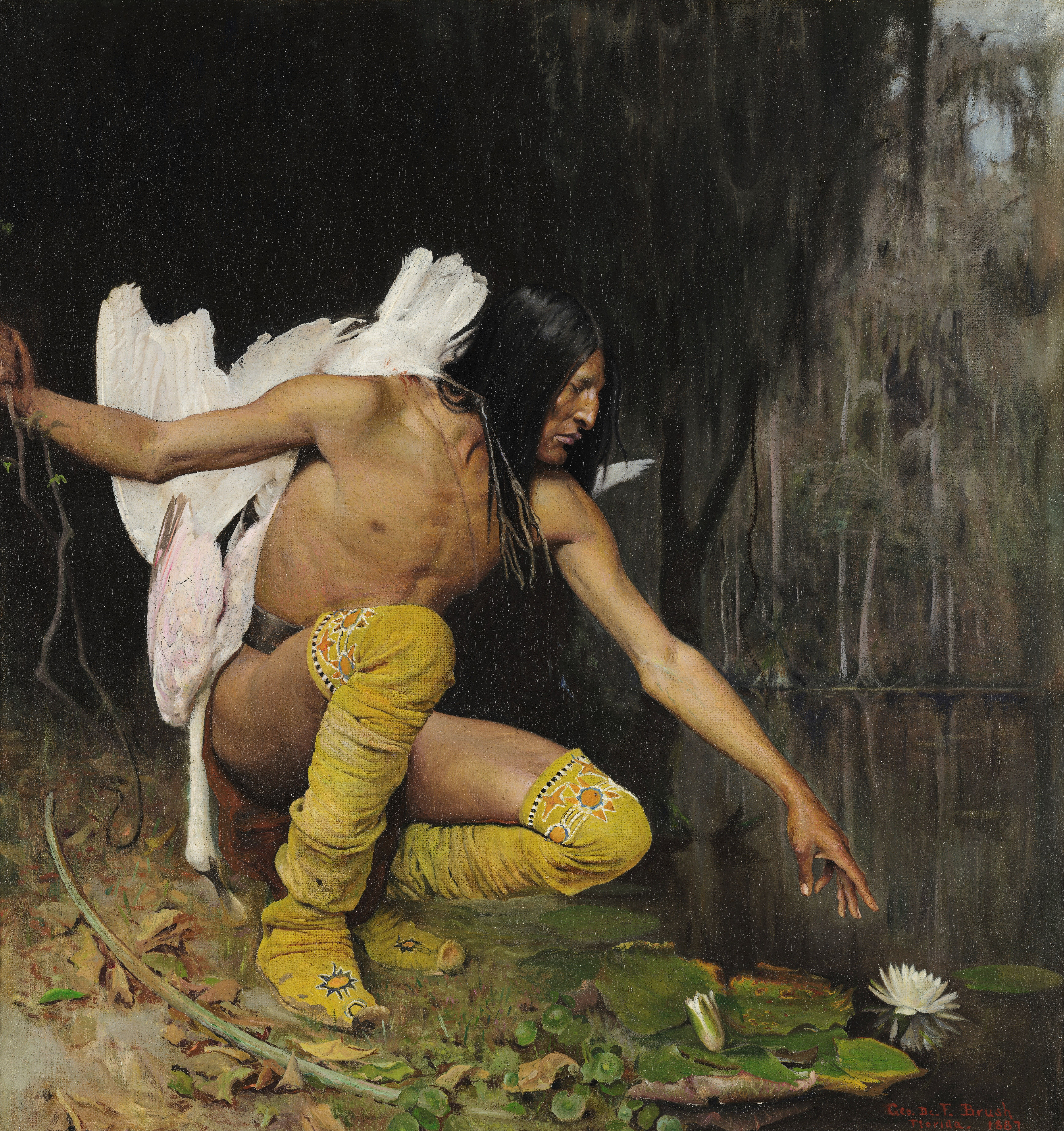
«Індіанець і лілія», картина Джорджа де Фореста Браша, 1887 р.

Шляхетний дикун — стереотип щодо представників нецивілізованих народів і тип персонажа художніх творів, що втілює «природну» людину, не «зіпсовану» цивілізацією. Вважається, що в суспільстві таких людей панує рівність і чесність, що вони шанують та оберігають природу, володіють таємними знаннями й магічними здібностями.

## Історія

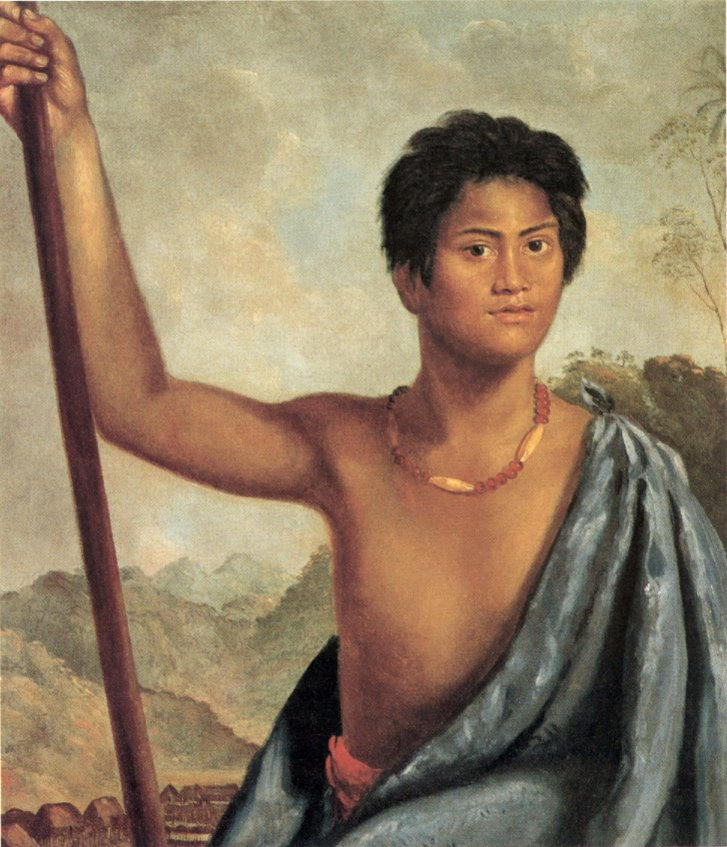
Абориген Сендвічевих островів, картина Роберта Дамп'є, 1825 р.

Європейська ідея «дикуна» виросла зі злиття класичної міфології з даними дослідників епохи Відродження про життя аборигенів Америки. За півтора століття після Колумба їхні спостереження, часто сумнівної достовірності, сформували уявлення, що міфічні антропофаги — плем'я, котре харчується людьми, — це жителі Карибів. Від назви племені каніба, в якого іспанці вперше спостерігали людоїдство, виникла назва «канібал».
Марк Лескарбо в книзі «Історія Нової Франції» (1609) описав свої подорожі Новим світом. Того ж року в Лондоні було опубліковано уривок її англійського перекладу. З неї беруть витоки уявлення про «шляхетних дикунів» Нової Франції (сучасна східна частина Північної Америки), де люди живуть лише з тим, що Бог дав їм у природі. Цей образ відображено в п'єсі Джона Драйдена «Завоювання Гранади іспанцями» (1672), де герой Альманзор кидає виклик наказу короля, приходячи на допомогу беззбройним аборигенам. У романі Афри Бен «Оруноко» (1688) африканський принц добровільно віддається в рабство англійцям, аби знайти та визволити кохану жінку; він освічений, володіє багатьма мовами та поводиться як джентльмен. Корінних жителів Африки в Бен описано гарними чесними людьми, нездатними прийняти брехню.
Після Лескарбо ідея «шляхетного дикуна» тривалий час не мала значного висвітлення. Для багатьох просвітників, зокрема Жана-Жака Руссо, індіанці поставали «природними» людьми, що не знають надуманих правил і заборон, володіють вродженою мудрістю, товариськістю, рівністю, на відміну від європейців, погрузлих у обмані, забобонах і постійній ворожнечі заради особистої вигоди. Відсутність в індіанців міст сформувала думку, нібито вони не шкодять природі. Проте просвітницькі уявлення про індіанців не ставлять «дикуна» в один ряд з людиною цивілізації. «Природна людина» постає в них, і Руссо зокрема, найнижчою стадією розвитку. Граф Волней, Франсуа-Рене де Шатобріан дорікали Руссо за розбурхання «дикунства» революції в цивілізованому суспільстві.
Етнографічна література кінця XVIII — початку ХІХ століття демонструє протилежні погляди: «дикун» стає аналогом простого європейця, типового представника народу; з іншого боку, «дикун» втілює собою звірину сутність людини, приховану цивілізацією.

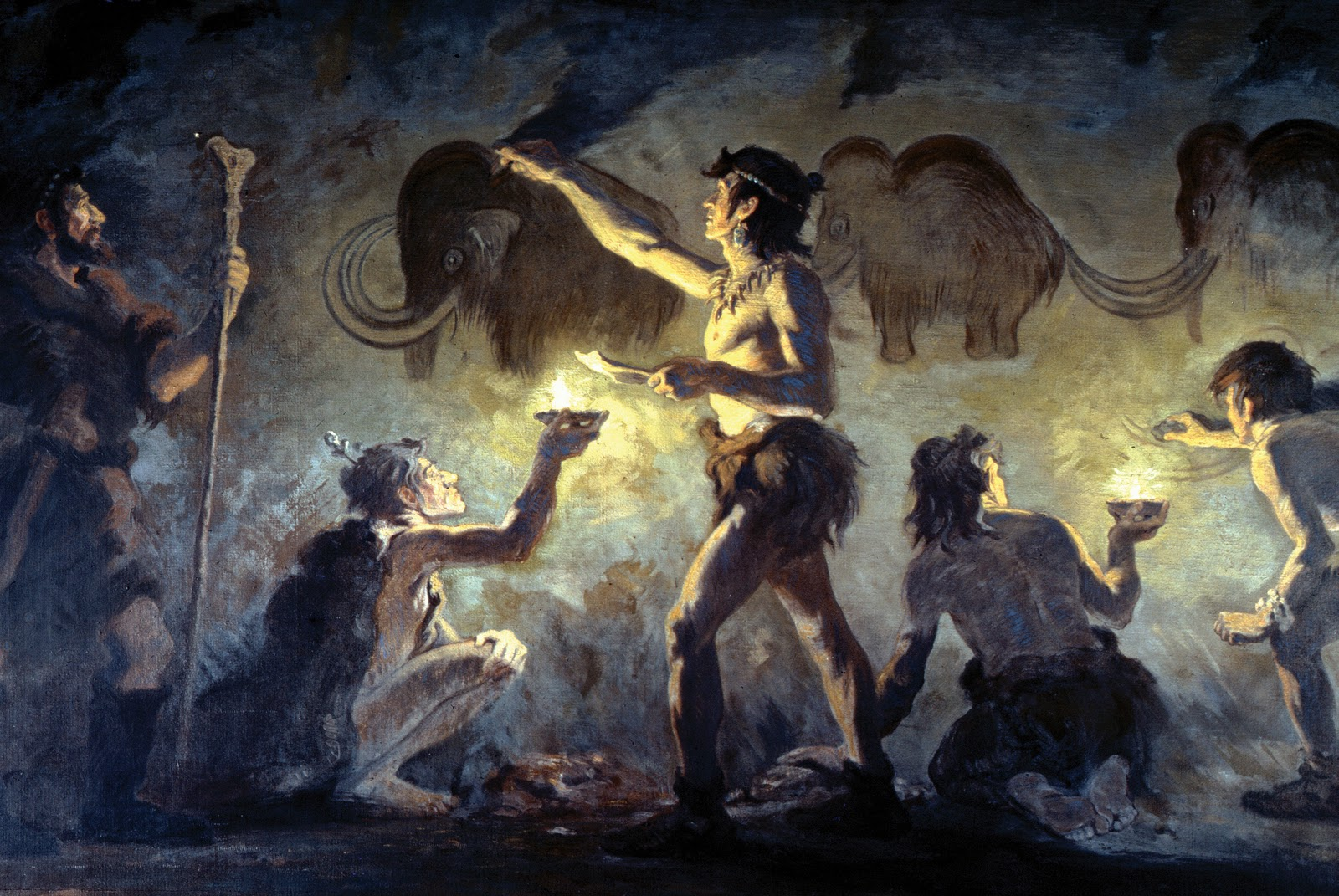
«Шляхетний дикун» часто ототожнюється з первісною людиною. Картина Чарльза Найта, 1920 р.

Ідея про перевагу «дикуна» над цивілізованою людиною здобула популярність у 1850-х роках, чому посприяли антропологічні та етнографічні дослідження в Новому світі, зокрема практика певний час проживати серед досліджуваного племені. В той же час ярлик «дикун» став популярним у колоніальній ідеології щодо культур, які не поділяють цінності колоніалістів, не визнають їхньої влади, а тому повинні вважатися нижчими, недорозвиненими. Тему дикунства загострив розкол Етнографічного товариства у 1863 році, коли Джеймс Гант, що стояв біля витоків расистської ідеології, фактично заснував власне товариство. Його прибічник Джон Кроуфорд не поділяв думки про спільне походження рас, критикуючи антропологічні теорії впродовж 1860—1864 року, які стверджували про одночасний розвиток рас і культур. У другій половині XIX століття під впливом еволюційного вчення примітивність-цивілізація асоціюється з поділом минуле-сучасне, відстале-прогресивне. Міркування Фрідріха Енгельса про розвиток форм організації суспільства протистояли їм. Мислитель вбачав у первісному ладі зразок суспільства рівних людей, якого належить прагнути цивілізації, та ставив у приклад аборигенів Австралії.
У 1966 антрополог Річард Боршей Лі на чиказькому симпозіумі «Людина-мисливець» розкритикував уявлення про скрутне життя племен мисливців-збирачів, зокрема бушменського племені кунґ з пустелі Калахарі. Лі зазначав, що відсоток осіб віком понад 60 років у них порівнянний з відсотком у індустріалізованих суспільствах, а праця займає лише 12-19 годин на тиждень, на відміну від скотарів і землеробів. Також, у таких племен вкрай мало конфліктів, які вирішувалися б насильством. Цитати з цієї книги стали поширеними аргументами для розвінчання уявлень про відсталість того чи іншого народу.
«Шляхетний дикун» стає популярним образом неомарксистів у 1970-і в світлі критики капіталізму. Проте більшу популярність він здобуває в русі Нью-ейдж, де різноманітним аборигенам, зокрема індіанцям, приписується володіння таємним знанням, втраченим цивілізацією, здатність зачаровувати та зцілювати. Ловець снів слугує прикладом традиційної культури, що завдяки Нью-ейдж увійшов до культури масової. В 1980-90-і ідея «шляхетного дикуна» замінюється ідеєю «екологічного дикуна» Гейла Макгрегора та Стефано Саккі — людини, котра живе в гармонії з природою, не шкодить їй, всі руйнівні дії котрої збалансовуються певною користю природі.

## Критика

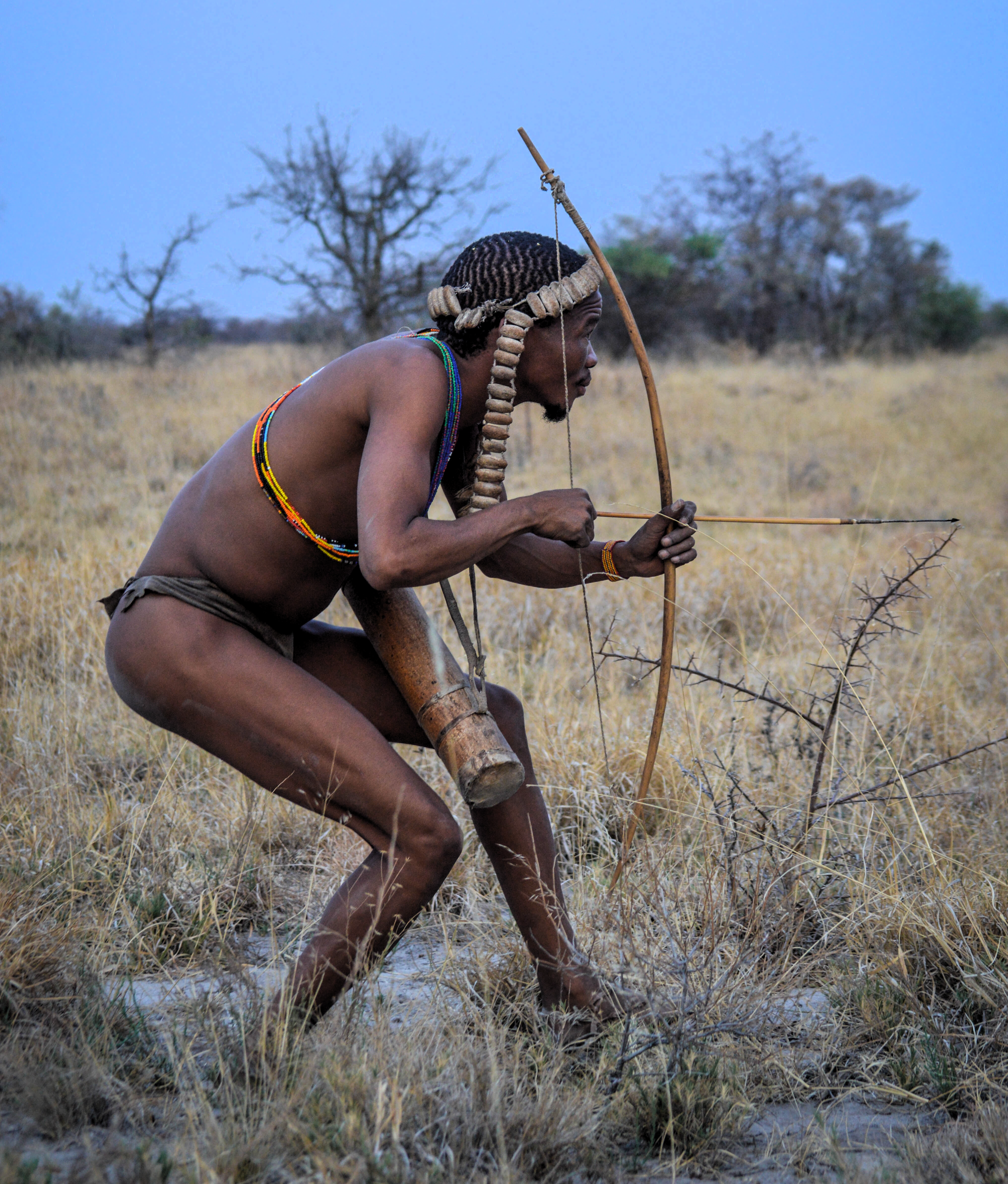
Бушмен на полюванні

Антропологи Генрі Гарпендінг і Луанн Вандснайдер ще в 1960-70-і критикували праці Річарда Боршея Лі за формування стереотипу про достаток і відсутність стресів у племен з архаїчним способом життя. В 1984 Лі уточнив, що вказана ним частка праці в мисливців-збирачів не включала приготування їжі та догляд за господарством, а загалом такі племена працюють по 40-44 години на тиждень. Для порівняння — пересічний працівник у США того часу витрачав приблизно стільки ж. До того ж праця мисливців-збирачів пов'язана з більшими ризиками, а смертність вища. Низкою інших дослідників підкреслювалося, що в племені кунґ трапляються голодні роки, а сусідні страждають від нестачі води. За дослідженнями Ненсі Говелл, у племенах мисливців-збирачів дитяча смертність складає 20 %, а часом досягає 34 %, а середня тривалість життя, наприклад, у пігмеїв, складає 16-24 роки. Кількість людей похилого віку в такому випадку не є показником високого рівня життя, бо близько 57 % осіб не доживають до віку 15 років. Лише ті, хто переживають цей вік, здобувають стійкість, достатню для досягнення старості. В той же час серед землеробів-скотарів 15-річного віку досягають 64-67 % дітей. Щодо конфліктів, племена справді мало вчиняють насильства всередині своїх спільнот, але вбивства представників одного племені іншим, або завдання каліцтв, доволі часті. Ще одна проблема архаїчних суспільств — нерівність у статусі й правах за ознакою статі. Вбивства дівчаток — поширена в минулому практика у мисливців-збирачів, аби заощадити ресурси. Так, у 1931 році Кнуд Расмуссен встановив, що серед інуїтів убивають до 40 % дівчаток.
Сучасні дослідження заперечують «екологічність» індіанців та інших аборигенів. Палеобіологія, археологія та ботаніка доколумбової Америки засвідчують, що корінне населення активно впливало на видовий склад полюванням і випалюванням лісів. Експлуатація природного довкілля, запроваджена європейцями, була лише інтенсивнішою і помітнішою через зростання населення. До того ж, індіанці охоче переймали у європейців їхні технології на кшталт рушниць. Сучасні племена, такі як аборигени Аляски, з огляду на дотримання традиційного способу життя, активно винищують тварин, які перебувають під загрозою вимирання і довели багато місцевих популяцій до межі зникнення. Ідея про загальне зменшення кількості представників того чи іншого виду чужа архаїчним суспільствам; якщо тварин — предметів промислу меншає, люди вважають, що ті краще ховаються, або переселилися в інше місце, але не сприймають це як ознаку загального вимирання. Такої думки, за даними Еріка Алдена Сміта 2001 року, дотримуються 81 % опитаних аборигенів. Якщо врожаї зменшуються внаслідок виснаження ґрунтів, це пояснюють поганою якістю зерна чи надприродними чинниками — шкідливою магією, невдоволенням духів. Відповідно, суттєвих об'єктивно раціональних заходів для вирішення екологічних проблем архаїчні суспільства не здійснюють.

## Шляхетний дикун у масовій культурі

Фентезійні «шляхетні дикуни»

Одним із найвпливовіших ранніх зображень «шляхетних дикунів», розрахованих на загал, були картини Джорджа Кетліна, котрий у 1830-і виконав серію зображень індіанців: комачів, кайова, ото, осажів, хідатса, манданів та інших племен. Художник вважав, що тим самими він збереже пам'ять про аборигенів, чия культура приречена на загибель. Після серії виставок у США, Кетлін вирушив до Англії в 1839, де його картини здобули визнання та посприяли відвіданню Англії представниками племені айова в 1843 році. Преса та сам Кетлін підживлювали образ «шляхетних дикунів» задля ажіотажу, художник зумисне відібрав для подорожі найгарніших представників племені, що працювали з ним за винагороду. Кетлін фактично розіграв перед англійцями вражаючу виставу, де індіанці грали ролі, далекі від їх справжнього життя.
П'ятниця з роману Даніеля Дефо «Робінзон Крузо» (1719) має риси «шляхетного дикуна» як наївна, проте щира та відважна людина. «Останній з могікан» (1826) Джеймса Фенімора Купера представляє головного героя, індіанця Чингачгука сміливим, мудрим і справедливим воїном.
Твори Роберта Говарда про Конана-варвара зображають однойменного персонажа та численні племена як людей неабиякої відваги та розуму, що шанують честь. Конан послугував зразком для зображень варварів у фентезі взагалі, де представники архаїчних племен постають «природними» людьми, що покладаються на свою силу та честь, і цінують свободу. Як науково-фантастичний варіант виступають клінгони у франшизі «Зоряний шлях» і їх наслідування в інших франшизах — войовнича цивілізація, що ставить понад усе честь і бореться тільки з достойними супротивниками. Образ «шляхетного дикуна» через франшизу Warcraft перейшов на початково суто злих фантастичних істот — орків.
У фільмі «Мабуть боги з'їхали з глузду» (1980) та його продовженнях бушмени постають винахідливими та щирими людьми, на противагу білим. Незвичайний приклад є у фільмі «Апокаліпсис» (2006), де представники архаїчного племені протиставляються індіанцям цивілізації майя. В «Досягти Терри» (2007) земляни стикаються з інопланетянами, що відмовилися від складних технологій на користь життя серед природи. Фільм «Аватар» (2009) експлуатує образ «шляхетного дикуна», протиставляючи землян інопланетним аборигенам, які живуть у гармонії з природою.
На думку американської релігієзнавиці Маріон Боумен, популярність «шляхетного дикуна» має міфологічні корені у вірі в Золоту добу, коли людина не мала жодних турбот і жила серед природи.